# Bad Dürrenberg
Bad Dürrenberg är en tysk stad och kurort i distriktet Saalekreis i förbundslandet Sachsen-Anhalt.
Staden ligger cirka 25 km söder om Halle an der Saale vid östra sidan av floden Saale. Här finns en anläggning för produktionen av koksalt (graderverk). Anläggningen är med en längd av 623 meter den längsta av sitt slag i Tyskland. Luften kring anläggningen har även läkande egenskaper och därför blev Bad Dürrenberg 1935 kurort.
Herrgården "Uffm dürren Berge" (på det torra berget) som tillhörde ett adelssläkte nämns 1348 för första gången i en urkund. Kring gården växte ett samhälle fram. Under 1700-talet gjordes flera borrningar i berggrunden och 1763 hittades ett saltlag med en koncentration av 10,2 %. Mellan 1845 och 1964 hade staden bredvid kurparken en badanläggning.
1836 invigdes en 4,5 km lång järnvägslinje till staden Tollwitz med Tysklands första järnvägstunnel: 133 meter lång. 1856 öppnades ytterligare en järnvägslinje med anslut till Leipzig och Weißenfels.  Förutom järnvägslinjerna finns en spårvagnslinje från Halle till Bad Dürrenberg. Cirka 5 km öster om staden passerar motorvägen A9.

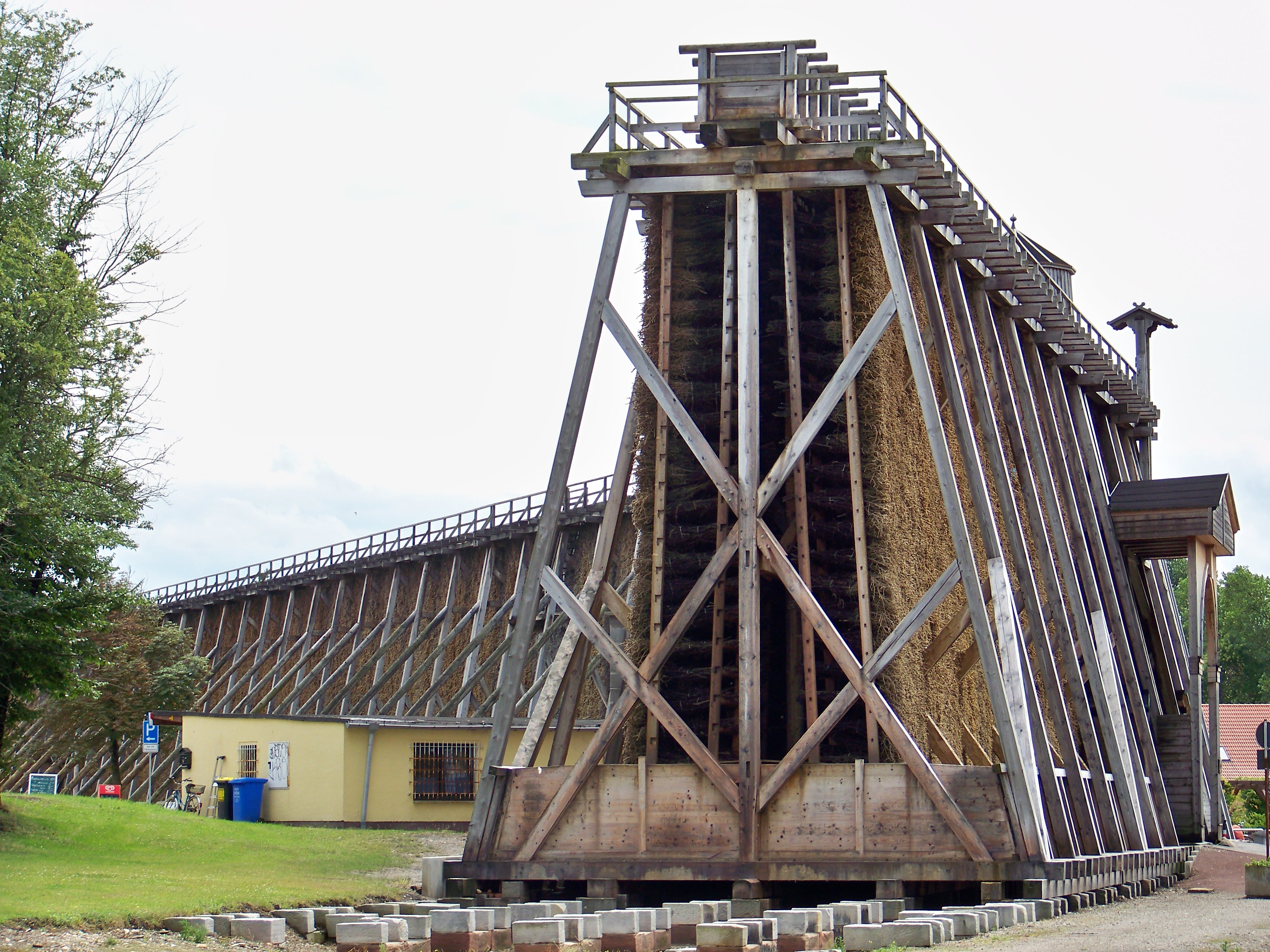
Graderverk
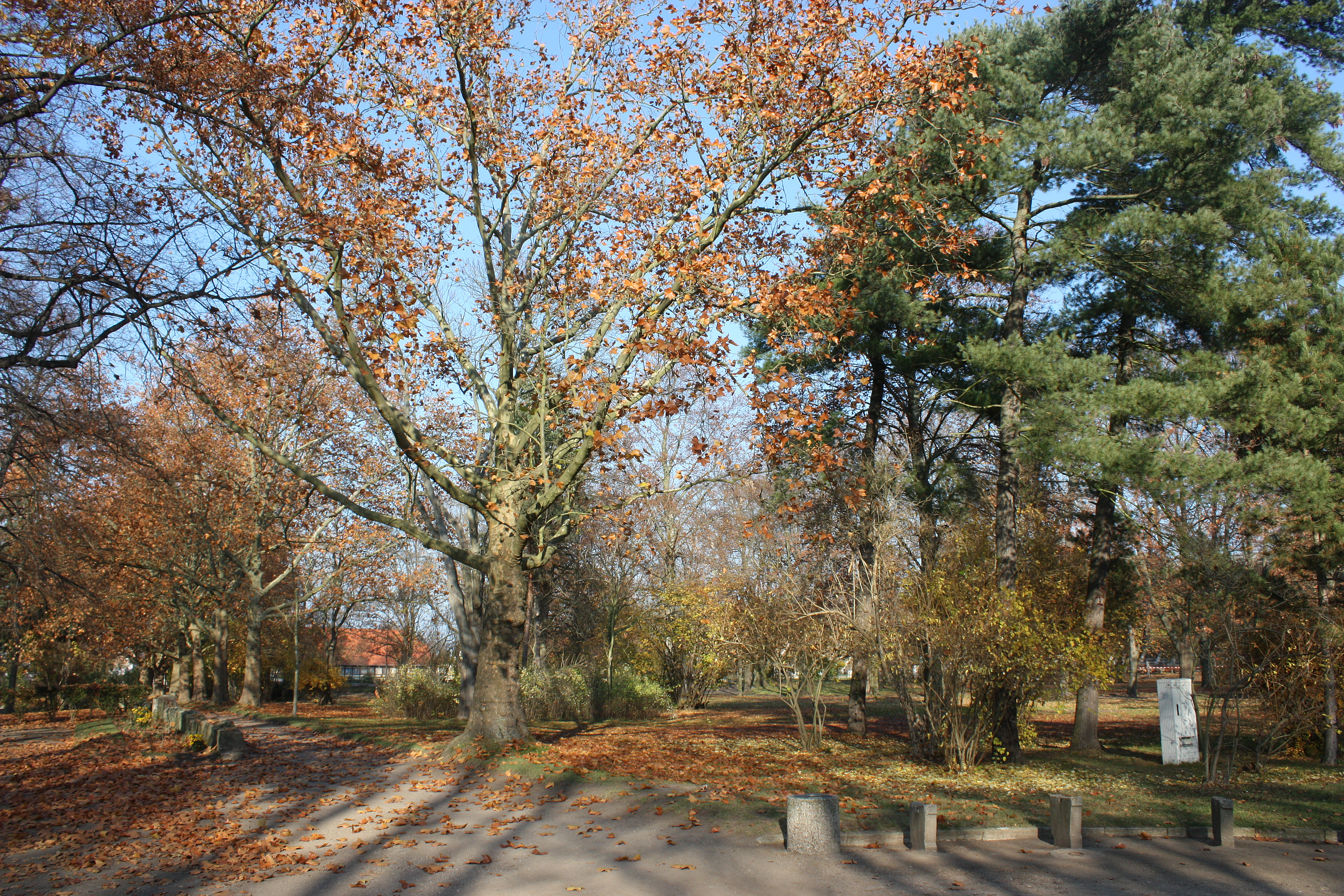
Höst i kurparken
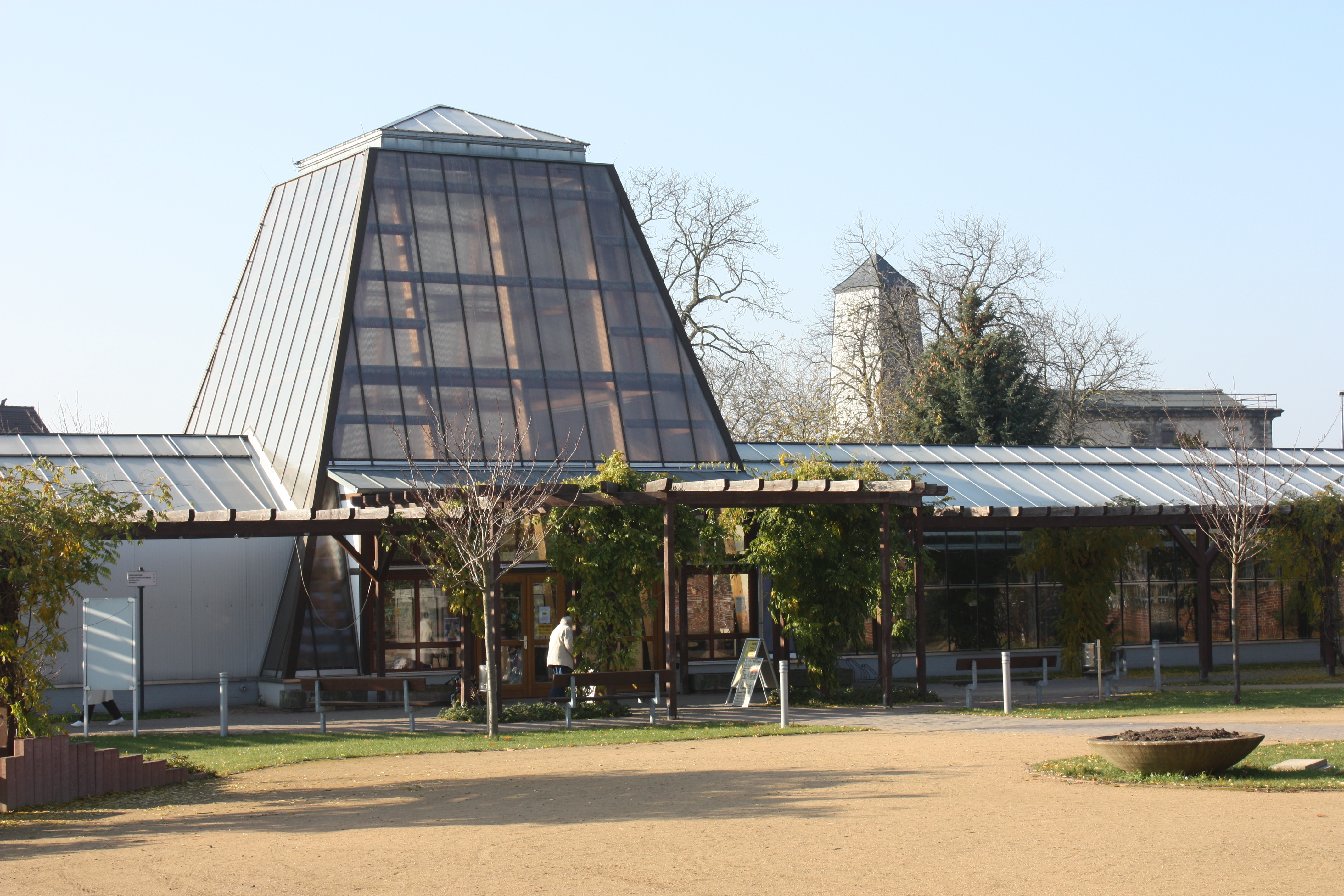
Växthus med palmer
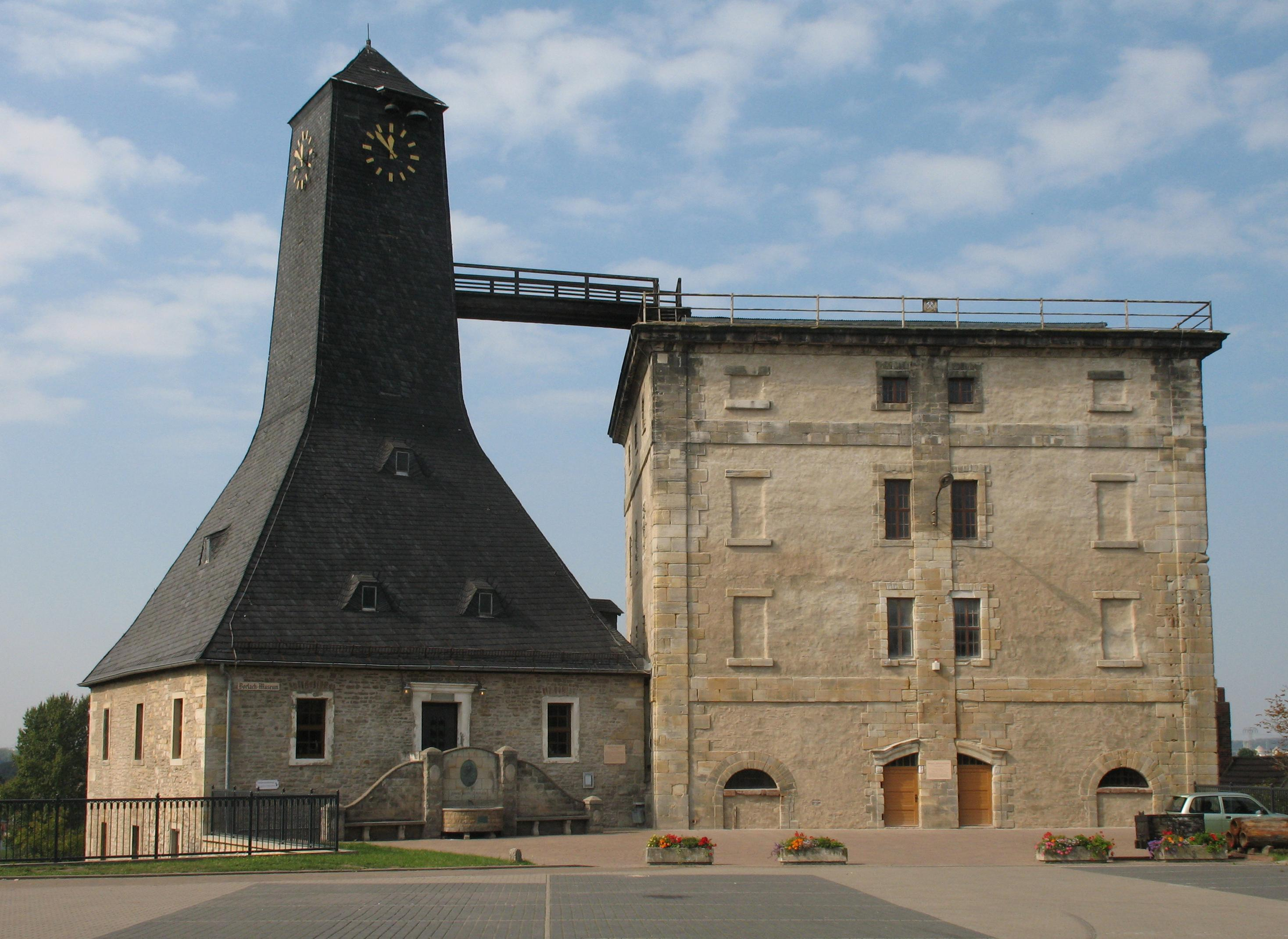
Saltverk, numera museum

## Vänorter[5]
- Caudebec-lès-Elbeuf, Frankrike
- Ciechocinek, Polen
- Encs, Ungern
- Melle, Tyskland